# Cerkev spreobrnitve sv. Pavla, Vrhnika
Cerkev spreobrnitve sv. Pavla je župnijska cerkev župnije Vrhnika, ki stoji v vrhniškem predelu Hrib na jugu mesta, blizu glavne ceste proti Logatcu.
Cerkev je bila zgrajena v sredini 19. stoletja v neoromanskem slogu po načrtih Josefa Schöbla in pod vodstvom stavbenika Mateja Medveda. 2. julija 1850 je bil blagoslovljen temeljni kamen, cerkev pa so pozidali do naslednjega leta. Blagoslovil jo je takratni ljubljanski knezoškof Anton Alojzij Wolf 17. oktobra 1852.